# Гребінчин каштан
Гребінчин каштан — один з об'єктів природно-заповідного фонду Полтавської області, ботанічна пам'ятка природи місцевого значення.

## Розташування
Пам'ятка природи розташована в селі Мар'янівка Гребінківського району, Полтавської області. Перебуває під охороною Мар'янівської сільської ради.

## Історія
Ботанічна пам'ятка природи місцевого значення «Гребінчин каштан» була оголошена рішенням двадцять другої сесії Полтавської обласної ради народних депутатів п'ятого скликання від 28 серпня 2009 року.

## Мета
Мета створення пам'ятки природи — подальше поліпшення заповідної справи в Полтавській області, збереження цінних природних, ландшафтних комплексів, об'єктів тваринного і рослинного світу.

## Значення
Ботанічна пам'ятка природи місцевого значення «Гребінчин каштан» має особливе природоохоронне, наукове, естетичне та пізнавальне значення. Народний поголос пов'язує каштан з ім'ям українського письменника Євгена Гребінки, що надає йому особливу історичну цінність.

## Загальна характеристика
Загальна площа ботанічної пам'ятки природи місцевого значення «Гребінчин каштан» становить 0,01 га. Дерево має солідний вік, який оцінюється 150—200 років, та монументальний вигляд, що робить його унікальним біологічним об'єктом.